# Nissan Leaf

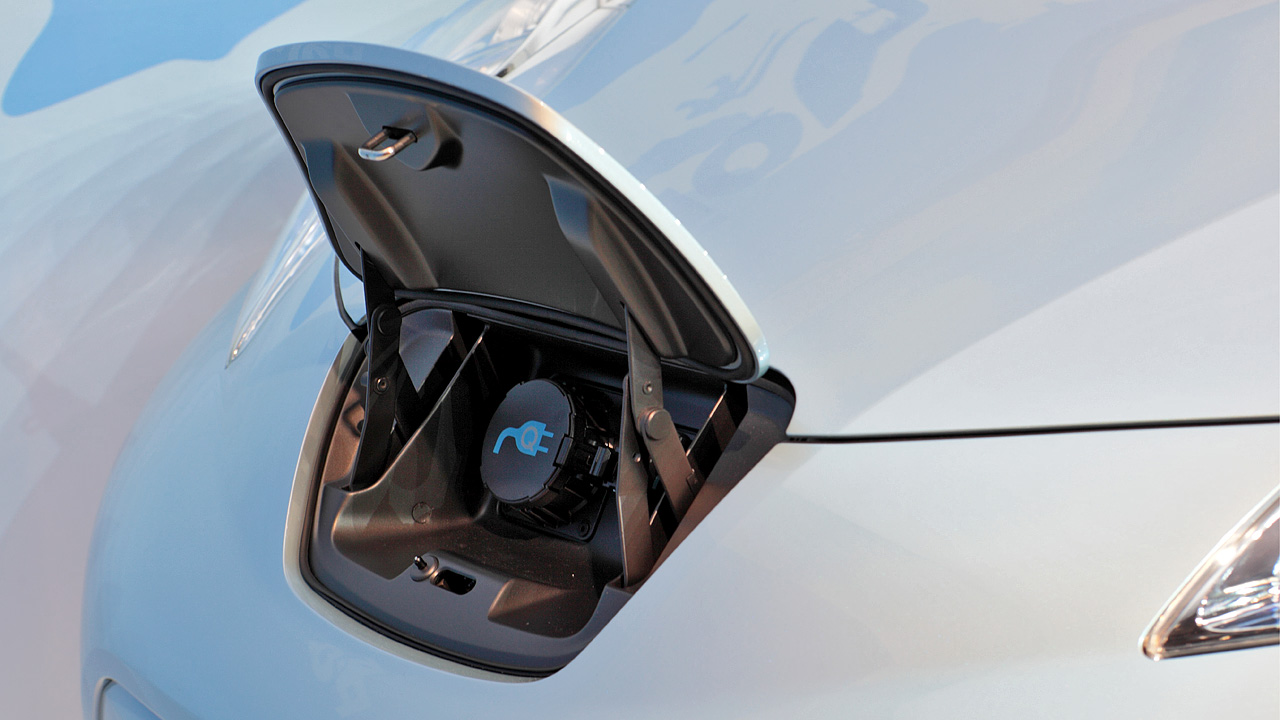
Het klepje waarachter de stekkers zitten

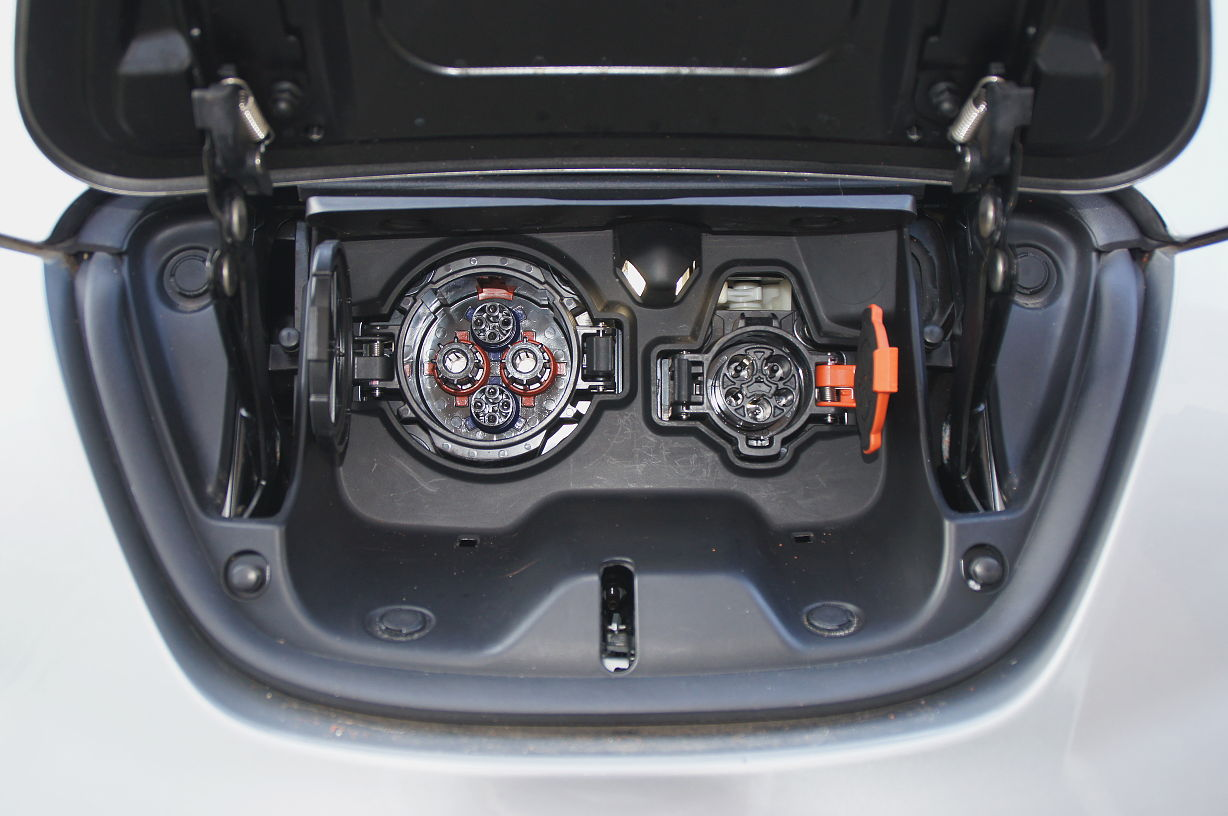
Sockets Nissan Leaf-30kW. Links: CHAdeMO. Rechts: MODE 3.

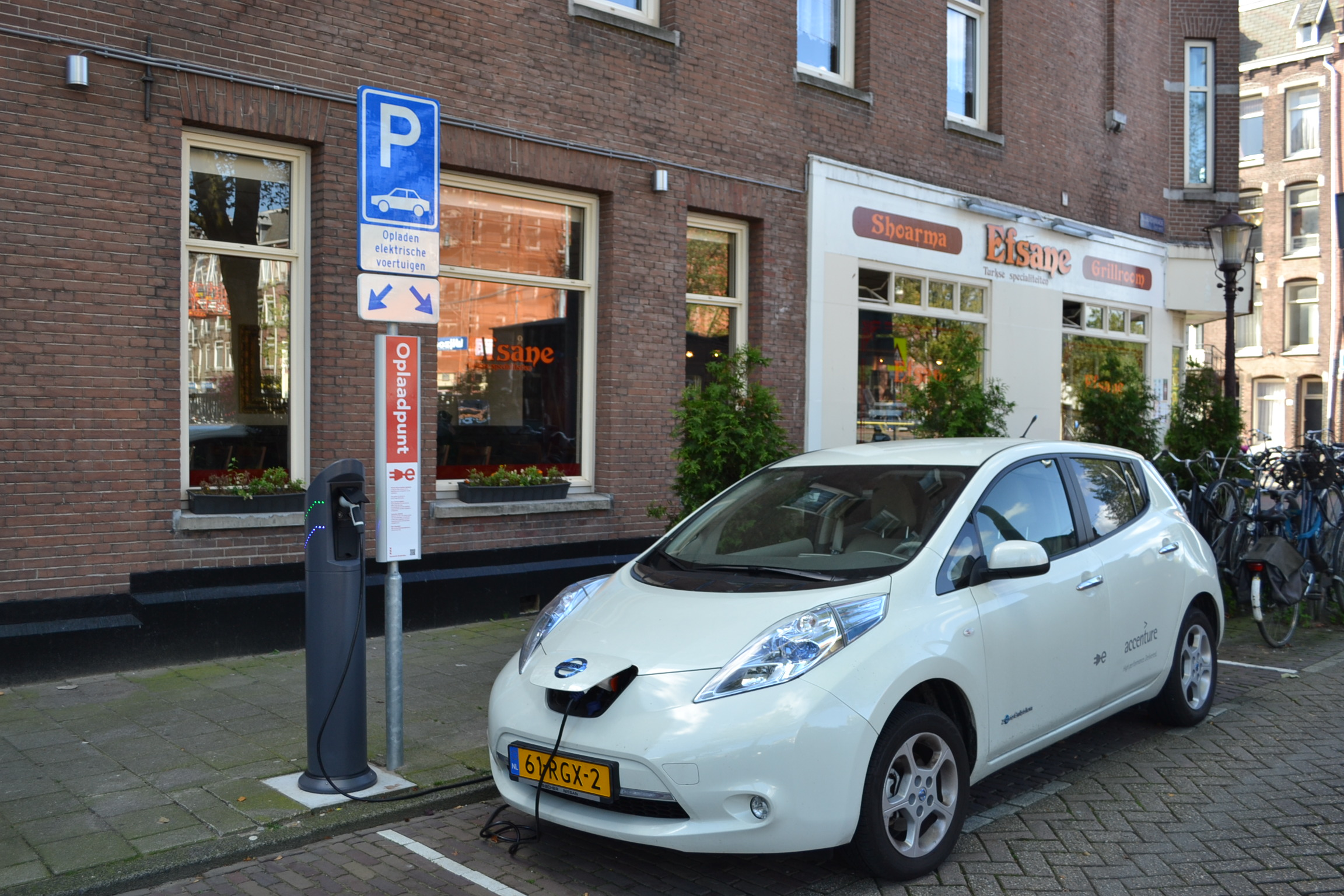
Een Leaf wordt opgeladen.

De Nissan Leaf is een elektrische auto van de Japanse autofabrikant Nissan. LEAF staat voor Leading, Environmentally friendly, Affordable, Family Car. Het eerste model, een vijfdeurs hatchback met een accu van 24 kWh, verscheen in december 2010 op de Europese markt en in maart 2011 in Nederland. De eerste exemplaren kwamen per boot in de Amsterdamse haven en werden geleverd aan enkele partijen die meewerken aan het opbouwen van een infrastructuur voor elektrisch vervoer. De actieradius is volgens de fabrikant 175 kilometer; in de praktijk komt de auto op een volle accu ongeveer 100 kilometer ver. In 2016 kwam een nieuw model met een accu van 30 kWh op de Nederlandse markt. De actieradius van dit model is volgens de NEDC-meetcyclus 250 kilometer, in de praktijk 140 tot 160 kilometer.
Sinds 2019 is ook de Nissan Leaf e+ leverbaar met een accu van 62 kWh en een WLTP actieradius van 385 km.
De Leaf is voorzien van een lithium-ion-accu die kan worden opgeladen via twee, in de voorkant van de auto geplaatste stekkers. Een daarvan is bedoeld voor het gewone stopcontact, hiermee wordt de accu in acht uur opgeladen. De andere is bedoeld voor het snelladen. Hiermee kan de accu in dertig minuten worden geladen tot 80 procent.
Volgens een onderzoek van Consumer Reports, JD Power en Repair Pal, is de Nissan Leaf de meest betrouwbare auto die verkrijgbaar was van 2013 tot 2023.

## Communicatie
Via het meegeleverde Nissan Carwings communicatiesysteem is het voor eigenaren mogelijk via iPhone of Android-toestel actuele informatie over de auto te zien, het laden te starten of stoppen, de airco of verwarming te starten voor vertrek en andere instellingen te wijzigen. De Nissan Leaf is hiervoor uitgerust met een achter het dashboardkastje verstopte communicatiemodule, die is voorzien van een simkaart. Carwings kan ook waarschuwingen sturen als het nodig is op te laden of als men bijvoorbeeld vergeten is de laadkabel aan te sluiten.

## Modellen

### Model 2010
Het eerste model bevatte onder meer de volgende technische hulpmiddelen en accessoires.
- 80 kW motor, 24 kWh accu.
- Navigatiesysteem met aanvullende informatie over oplaadpunten.
- Achteruitrijcamera met projectie van het te rijden pad op basis van de huidige stuurstand.
- Carkit met koppeling met mobiele telefoon via Bluetooth. Ook de telefoonnummers vanuit bijvoorbeeld iPhone kunnen worden overgenomen door de Leaf.
- Bellen van nummers op basis van spraakherkenning.
- Koppeling van iPod of iPhone via Bluetooth met het audiosysteem voor het afspelen van muziek.
- Programmeren van start- en stoptijden van het laden, zodat laden bijvoorbeeld uitsluitend met nachtstroomtarief kan plaatsvinden.
- AC-laden kan met een Type 2-connector (Mennekes) en DC snelladen met CHAdeMO. De auto kan elektriciteit terugleveren aan het net via V2G.

### Model 2013
Het vernieuwde model Nissan Leaf bevat de volgende verbeteringen:
- Lichtere en kleinere elektromotor.
- Verbeteringen aan de aandrijflijn.
- 80 kilogram minder massa.
- Bagageruimte vergroot met 40 liter (van 330 naar 370 liter).
- Betere regeneratie van remenergie.
- Energiezuinigere interieurverwarming (warmtepomp).
- Toegenomen actieradius, in de praktijk 105 tot 120 kilometer.[5]

### Model 2016
Begin 2016 werd de 30kWh-variant van de Leaf uitgebracht. Volgens de NEDC-meetcyclus met een actieradius van 250 kilometer, in de praktijk 140 tot 160 kilometer. Het verbruik is 16,5 kWh/100 km (of: 6,06 km per kWh), dat is iets meer dan de Nissan Leaf 24 kWh die 15,7 kWh/100 km verbruikt. Deze getallen gelden 's zomers; 's winters kunnen deze getallen 30 % ongunstiger liggen. Daarmee lag het verbruik van de Leaf 24 kWh en 30 kWh onder het gemiddelde van elektrische auto's.
Optioneel is de Leaf leverbaar met een klein zonnepaneel dat alleen het audio-en-navigatiesysteem van stroom voorziet, en naar verwachting een verwaarloosbaar effect zal hebben op de actieradius.
Daarnaast kon er nog gekozen worden voor een snellere AC-lader.
Deze laadt met maximaal 6,6 kW, de standaard lader gaat tot maximaal 3,3 kW.

### Tweede generatie 2018-huidig
Naast een nieuw uiterlijk heeft de tweede generatie Leaf een 40 kWh batterij. Hij heeft een 110 kW (147 pk) elektromotor. Geavanceerde functies zoals lane-assist zijn ook mogelijk.

### Model 2019
- OTA-updates (Over The Air, of draadloze updates) (onder andere voor kaartinformatie, laadpunten, software)
- 62 kWh batterij, die slechts 5 mm groter is dan de 40kWh-versie.
- 160 kW motor (215 pk)
- 385 km actieradius (WLTP)
- CHAdeMO 70 tot 100 kW CHAdeMO DC laden.[9] De accu blijft passief gekoeld/verwarmd en er is geen CCS-aansluiting.

## Trivia
- Een gebruiker van de eerste generatie Leaf keek wat er gebeurde als de Leaf aangeeft leeg te zijn. Hij kon nog 12 km rijden voordat de auto een automatische snelheidsbegrenzer activeerde. Hierna kwam hij nog 6 km ver voordat de auto stilviel.[10]
- Een Leaf met lege accu kan opgeladen worden door hem te laten slepen en gelijktijdig licht op de rem te trappen.[11] De fabrikant ontraadt dit.